# Ысык-Ата (село)
Ысык-Ата (кирг. Ысык-Ата) — село в Ысык-Атинском районе Чуйской области Кыргызстана. Входит в состав Юрьевского айылного аймака.

## География
Село расположено на юге центральной части области, на берегах реки Ысык-Ата, на расстоянии приблизительно 30 километров (по прямой) к югу от города Кант, административного центра района. Абсолютная высота — 1894 метра над уровнем моря.

## Население
Согласно оценочным данным Национального статистического комитета Кыргызской Республики, численность населения села на начало 2023 года составляла 511 человек.
| год     | 2009 | 2014 | 2015 | 2020 | 2021 | 2023 |
| ------- | ---- | ---- | ---- | ---- | ---- | ---- |
| человек | 430  | 479  | 531  | 541  | 548  | 511  |